# Tetrahidrofuran
El tetrahidrofuran (THF) o oxolà és un compost orgànic amb la fórmula (CH₂)₄O. És un líquid incolor miscible en aigua amb baixa viscositat. És un compost heterocíclic. És un solvent èter polar amb un ampli rang de ser líquid. Un dels seus principals usos és el de ser precursor de polímers. És menys anestèsic que el dietil èter.

## Producció
Es produeixen anualment 200.000 tones de tetrahidrofuran.

## Aplicacions
El THF pot ser polimeritzat per àcids forts per a donar un polímer linear anomenat poli(tetrametilen èter) glicol (PTMEG),el principal ús del qual és fibres de poliuretà elastomèriques com Spandex.
El THF també és matèria de partida per fer tetrahidrotiofen.

### Com a solvent
El THF és un solvent industrial pel PVC i en vernissos.

## Precaucions
El THF es considera un solvent relativament no tòxic, amb (LD50) comparable a la de l'acetona. Ràpidament dissol el làtex i típicament es maneja amb guants de goma de nitril o neoprè. És altament inflamable.
El principal perill del THF és la seva tendència a ser altament explosiu en ajuntar-se amb els peròxids de l'aire.